# Coloni FC188
Coloni FC188 – samochód Formuły 1 zespołu Coloni, zaprojektowany przez Roberto Oriego i uczestniczący w niej w sezonach 1988–1989. Sponsorem zespołu była firma Himont, a w 1989 roku także LPR.
Samochód był bardzo podobny do poprzednika (FC187), ale mimo to na początku sezonu 1988 nowy kierowca zespołu, Gabriele Tarquini, kwalifikował się regularnie, a w Grand Prix Kanady zajął najwyższe w historii startów Coloni w Formule 1, ósme miejsce. Jednakże ze względu na brak pieniędzy prowadzono bardzo mało prac rozwojowych nad samochodem, więc wyniki pogarszały się.
W sezonie 1989 wystawiono dwa samochody - dla Roberto Moreno i Pierre-Henri Raphanela. Do Grand Prix Stanów Zjednoczonych włącznie kierowcy ścigali się modelem 188B, czyli ulepszoną wersją modelu 188, która de facto pojawiła się już podczas Grand Prix Włoch 1988. Samochód był trudny w prowadzeniu i przeciętnie około 20 km/h wolniejszy od konkurencyjnych bolidów, ale mimo to do Grand Prix Monako zakwalifikowali się obaj kierowcy Coloni; był to jedyny wyścigiem Formuły 1 w historii Coloni, w którym wystartowały oba samochody tego zespołu. Ostatni wyścig, w którym startował model FC188B, to Grand Prix Węgier.

## Wyniki
| Legenda oznaczeń w tabelach wyników Wyświetl szablon na nowej stronie | Legenda oznaczeń w tabelach wyników Wyświetl szablon na nowej stronie                                                                     |
| Oznaczenie                                                            | Wyjaśnienie |
| --------------------------------------------------------------------- | --- |
| Złoty                                                                 | Zwycięzca lub mistrzostwo |
| Srebrny                                                               | 2. miejsce lub wicemistrzostwo |
| Brązowy                                                               | 3. miejsce lub II wicemistrzostwo |
| Zielony                                                               | Ukończył, punktował (w klasyfikacji generalnej, gdy zdobył co najmniej jeden punkt na przestrzeni sezonu, poza trzema powyższymi opcjami) |
| Niebieski                                                             | Ukończył, nie punktował (w klasyfikacji generalnej, gdy nie zdobył co najmniej jednego punktu na przestrzeni sezonu)                      |
| Czerwony                                                              | Nie zakwalifikował się (NZ) |
| Czerwony                                                              | Nie prekwalifikował się (NPK) |
| Różowy                                                                | Nie ukończył (NU) |
| Różowy                                                                | Niesklasyfikowany (NS) (w klasyfikacji generalnej, gdy nie został sklasyfikowany w żadnym wyścigu sezonu)                                 |
| Czarny                                                                | Zdyskwalifikowany (DK) |
| Czarny                                                                | Wykluczony (WYK/EX) |
| Biały                                                                 | Nie wystartował (NW) |
| Biały                                                                 | Kontuzjowany (K/INJ) |
| Biały                                                                 | Wyścig odwołany (OD/C) |
| Bez koloru                                                            | Został wycofany (WYC/WD) |
| Bez koloru                                                            | Nie przybył (NP/DNA) |
| Bez koloru                                                            | Nie brał udziału w treningach (NT/DNP) |
| Bez koloru                                                            | Nie został zgłoszony (–) |
| Pogrubienie                                                           | Start z pole position |
| Kursywa                                                               | Najszybsze okrążenie wyścigu |
| †                                                                     | Nie ukończył, ale jego rezultat został zaliczony ze względu na przejechanie więcej niż 90% dystansu wyścigu.                              |
| *                                                                     | Sezon w trakcie |
| 1/2/3                                                                 | Punktowana pozycja w sprincie kwalifikacyjnym                                                                                             |
| Lista systemów punktacji Formuły 1                                    | |

| Sezon | Zespół | Silnik | Opony | Kierowcy              | 1   | 2   | 3   | 4   | 5   | 6   | 7   | 8   | 9   | 10  | 11  | 12  | 13  | 14  | 15  | 16  | Pkt. | Msc. |
| ----- | ------ | ------ | ----- | --------------------- | --- | --- | --- | --- | --- | --- | --- | --- | --- | --- | --- | --- | --- | --- | --- | --- | ---- | ---- |
| 1988  | Coloni | Ford   | G     |                       | BRA | SMR | MCO | MEX | CAN | DET | FRA | GBR | DEU | HUN | AUT | ITA | POR | ESP | JPN | AUS | 0    | –    |
| 1988  | Coloni | Ford   | G     | Gabriele Tarquini     | NU  | NU  | NU  | 14  | 8   | NPK | NPK | NPK | NPK | 13  | NU  | NZ  | 11  | NPK | NPK | NZ  | 0    | –    |
| 1989  | Coloni | Ford   | P     |                       | BRA | SMR | MCO | MEX | USA | CAN | FRA | GBR | DEU | HUN | AUT | ITA | POR | ESP | JPN | AUS | 0    | –    |
| 1989  | Coloni | Ford   | P     | Roberto Moreno        | NZ  | NZ  | NU  | NZ  | NZ  |     |     |     |     |     |     |     |     |     |     |     | 0    | –    |
| 1989  | Coloni | Ford   | P     | Pierre-Henri Raphanel | NPK | NPK | NU  | NPK | NPK |     |     |     |     | NPK |     |     |     |     |     |     | 0    | –    |